# Robert Webber
Robert L. Webber (Santa Ana, 14 ottobre 1924 – Malibù, 19 maggio 1989) è stato un attore statunitense.

## Biografia
Nato in California da Alice e Robert Webber, fu marine durante la seconda guerra mondiale e combatté a Okinawa. Iniziò a lavorare nel cinema all'inizio degli anni cinquanta. Ottenne il primo ruolo importante con il regista Sidney Lumet nel film La parola ai giurati (1957). Furono frequenti i suoi viaggi in Italia per partecipare a pellicole di vario genere, con diversi registi come Gianni Proia, Franco Prosperi, Steno, Bruno Corbucci e Domenico Paolella. Particolarmente numerose furono anche le apparizioni televisive, soprattutto in telefilm e serial.

## Filmografia parziale

### Cinema
- La banda dei tre stati (Highway 301), regia di Andrew L. Stone (1950)
- La parola ai giurati (12 Angry Men), regia di Sidney Lumet (1957)
- Donna d'estate (The Stripper), regia di Franklin J. Schaffner (1963)
- Il terzo giorno (The Third Day), regia di Jack Smight (1965)
- Castelli di sabbia (The Sandpiper), regia di Vincente Minnelli (1965)
- Matt Helm il silenziatore (The Silencers), regia di Phil Karlson (1966)
- Tecnica per un omicidio, regia di Gianni Proia (1966)
- Detective's Story (Harper), regia di Jack Smight (1966)
- Tecnica di un omicidio, regia di Franco Prosperi (1966)
- Alle donne piace ladro (Dead Heat on a Merry-Go-Round), regia di Bernard Girard (1966)
- Qualcuno ha tradito, regia di Franco Prosperi (1967)
- Piano, piano non t'agitare! (Don't Make Waves), regia di Alexander Mackendrick (1967)
- Quella sporca dozzina (The Dirty Dozen), regia di Robert Aldrich (1967)
- Manon 70, regia di Jean Aurel (1968)
- Io sono perversa (The Big Bounce), regia di Alex March (1969)
- Per salire più in basso (The Great White Hope), regia di Martin Ritt (1970)
- L'incredibile storia di Martha Dubois (Macédoine), regia di Jacques Scandelari (1971)
- Il genio della rapina ($), regia di Richard Brooks (1971)
- Voglio la testa di Garcia (Bring Me the Head of Alfredo Garcia), regia di Sam Peckinpah (1974)
- Piedone a Hong Kong, regia di Steno (1975)
- Squadra antifurto, regia di Bruno Corbucci (1976)
- La battaglia di Midway (Midway), regia di Jack Smight (1976)
- Passi di morte perduti nel buio, regia di Maurizio Pradeaux (1977)
- I ragazzi del coro (The Choirboys), regia di Robert Aldrich (1977)
- La vendetta della Pantera Rosa (Revenge of the Pink Panther), regia di Blake Edwards (1978)
- Gardenia, il giustiziere della mala, regia di Domenico Paolella (1979)
- 10, regia di Blake Edwards (1979)
- Coraggio scappiamo (Courage fuyons), regia di Yves Robert (1979)
- Soldato Giulia agli ordini (Private Benjamin), regia di Howard Zieff (1980)
- I seduttori della domenica (Les Séducteurs), regia di Bryan Forbes, Édouard Molinaro (1980)
- S.O.B., regia di Blake Edwards (1981)
- Obiettivo mortale (Wrong Is Right), regia di Richard Brooks (1982)
- Chi osa vince (Who Dares Wins), regia di Ian Sharp (1982)
- I 4 dell'Oca selvaggia II (Wild Geese II), regia di Peter Hunt (1985)
- Pazza (Nuts), regia di Martin Ritt (1987)

### Televisione
- Thriller – serie TV, episodio 2x14 (1961)
- The Investigators – serie TV, episodio 1x10 (1961)
- The Dick Powell Show – serie TV, episodio 1x11 (1961)
- Alfred Hitchcock presenta (Alfred Hitchcock Presents) – serie TV, episodi 7x21-7x36 (1962)
- The Greatest Show on Earth – serie TV, episodio 1x02 (1963)
- The Nurses – serie TV, episodio 2x04 (1963)
- Ben Casey – serie TV, episodio 3x15 (1963)
- Sotto accusa (Arrest and Trial) – serie TV, episodio 1x08 (1963)
- Gli inafferrabili (The Rogues) – serie TV, episodio 1x27 (1965)
- Mr. Broadway – serie TV, episodio 1x07 (1964)
- Il virginiano (The Virginian) – serie TV, episodio 9x05 (1970)
- Giovani avvocati (The Young Lawyers) – serie TV, episodio 1x15 (1971)
- Ironside – serie TV, 3 episodi (1973-1974)
- Kojak – serie TV, episodio 1x07 (1973)
- Le strade di San Francisco (The Streets of San Francisco) – serie TV, episodio 3x13 (1974)
- Agenzia Rockford (The Rockford Files) – serie TV, 4 episodi (1975-1979)
- Moonlighting – serie TV, 6 episodi (1986-1988)

## Doppiatori italiani
- Marcello Tusco in La vendetta della Pantera Rosa, 10, Obiettivo mortale
- Renato Turi in Detective's Story, Piano piano non t'agitare!
- Giuseppe Rinaldi in La parola ai giurati, La banda dei tre stati
- Arturo Dominici in Quella sporca dozzina
- Michele Kalamera in Voglio la testa di Garcia
- Pino Locchi in Per salire più in basso
- Luciano De Ambrosis in Piedone a Hong Kong
- Giorgio Piazza in Squadra antifurto
- Paolo Ferrari in La battaglia di Midway
- Corrado Gaipa in Soldato Giulia agli ordini
- Emilio Cigoli in Tecnica di un omicidio
- Aldo Giuffré in Qualcuno ha tradito